# Skrybicze
Skrybicze – wieś w Polsce położona w województwie podlaskim, w powiecie białostockim, w gminie Zabłudów.
Wieś magnacka hrabstwa zabłudowskiego położona była w końcu XVIII wieku  w powiecie grodzieńskim województwa trockiego. W latach 1975–1998 miejscowość administracyjnie należała do województwa białostockiego.
Wierni kościoła rzymskokatolickiego należą do parafii św. Jana Chrzciciela w Białymstoku.

## Historia
Jedna z pierwszych wzmianek o miejscowości pochodzi z końca XV w. Dobra ziemskie przyjmują nazwę Niewodnica Skrybicka (obecnie Skrybicze) od przepływającej rzeki Niewodnica.